# Martyna Swatowska-Wenglarczyk
Martyna Swatowska-Wenglarczyk (ogift Swatowska), född 8 juli 1994 i Szczecin, är en polsk fäktare som vid OS 2024 ingick i det polska laget som tog brons i värja.